# Spjellerup Sogn
Spjellerup Sogn 
ist eine Kirchspielsgemeinde (dän.: Sogn)
auf der Insel Sjælland im südlichen Dänemark.
Bis 1970 gehörte sie zur Harde Fakse Herred im damaligen Præstø Amt, danach zur Fakse Kommune im Storstrøms Amt, die im Zuge der  Kommunalreform zum 1. Januar 2007 in der Faxe Kommune in der Region Sjælland aufgegangen ist.
Im Kirchspiel leben 366 Einwohner, davon 230 im Kirchdorf Store Spjellerup (Stand: 1. Januar 2023).
Im Kirchspiel liegt die Kirche „Spjellerup Kirke“.
Nachbargemeinden sind im Nordwesten Alslev Sogn, im Osten Smerup Sogn, im Süden Vemmetofte Sogn und im Südwesten Hylleholt Sogn.